# Matías Alasia
Matías Ricardo Alasia (Corral de Bustos, Provincia de Córdoba, Argentina; 7 de mayo de 1985) es un futbolista argentino, juega de arquero y su último equipo del profesionalismo fue Deportivo Maipú que disputa la Primera Nacional de Argentina. A partir del año 2021, Alasia es el arquero del Club 9 de Julio Berabevú

## Trayectoria
Surgió de las inferiores del club Newell's Old Boys de Rosario.
En 2013, fichó por el club mendocino Gimnasia y Esgrima para disputar el Torneo Argentino B. Allí supo ser una de las máximas figuras del club tras lograr en 2014 dos ascensos consecutivos en menos de un año al ganar primero la temporada 2013-14 del Argentino B y unos meses más tarde la temporada 2014 del Federal A donde para la final de este último, disputada ante Talleres de Córdoba, fue clave tras atajar dos penales, uno en el partido de ida y otro en la vuelta.
A mediados de 2016, tras un posible traspaso al Orsomarso SC se desvinculó de Gimnasia de Mendoza, pero terminó fichando por Cipolletti de Río Negro para disputar el Torneo Federal A 2016-17.

## Clubes
| Club                         | País      | Año       |
| ---------------------------- | --------- | --------- |
| Tiro Federal (R)             | Argentina | 2007-2008 |
| Arsenal                      | Argentina | 2008-2009 |
| Real Arroyo Seco             | Argentina | 2009-2010 |
| Coquimbo Unido               | Chile     | 2011      |
| Gimnasia y Esgrima (M)       | Argentina | 2013-2016 |
| Cipolletti                   | Argentina | 2016-2018 |
| Juventud Unida Universitario | Argentina | 2018-2019 |
| Deportivo Maipú              | Argentina | 2019-2021 |

## Palmarés

### Campeonatos nacionales
| Título             | Club                   | País      | Año     |
| ------------------ | ---------------------- | --------- | ------- |
| Torneo Argentino B | Gimnasia y Esgrima (M) | Argentina | 2013-14 |

#### Otros logros
| |
| - Ascenso a Primera B Nacional con Gimnasia de Mendoza en el Torneo Federal A 2014. - Ascenso a Primera Nacional con Deportivo Maipú en el Torneo Federal A 2020. |